# يان هالبرين
يان هالبرين هو صحفي وكاتب ومخرج كندي، ولد في 17 أغسطس 1964 في مونتريال في كندا.

## وصلات خارجية
- الموقع الرسمي
- يان هالبرين على موقع IMDb (الإنجليزية)
- يان هالبرين على موقع قاعدة بيانات الفيلم (الإنجليزية)